# Auengrund
Auengrund település Németországban, azon belül Türingiában. Lakosainak száma 2848 fő (2023. december 31.). Auengrund Schleusegrund, Masserberg és Eisfeld községekkel határos.

## Népesség
A település népességének változása:
| Lakosok száma | 3014 | 2892 | 2869 | 2848 | 2842 | 2848 |
|               | 2014 | 2017 | 2019 | 2021 | 2022 | 2023 |